# Luciano Ciocchetti
Luciano Ciocchetti (ur. 3 marca 1958 w Rzymie) – włoski polityk i samorządowiec, parlamentarzysta, wiceprzewodniczący regionu Lacjum.

## Życiorys
Z wykształcenia i zawodu dziennikarz, zaangażował się jednak w działalność polityczną. Wstąpił do Chrześcijańskiej Demokracji, z ramienia której od 1989 do 1993 był radnym miejskim w Rzymie. Po rozwiązaniu DC działał w Centrum Chrześcijańsko-Demokratycznym, a następnie w Unii Chrześcijańskich Demokratów i Centrum współtworzonej przez CCD. Był posłem do Izby Deputowanych XII kadencji (1994–1996), ponownie radnym Rzymu (1997–2000), radnym regionalnym w Lacjum (2000–2005). W 2006 powrócił do niższej izby włoskiego parlamentu na XV kadencję, mandat utrzymał również w 2008 na XVI kadencję. Złożył go w 2010 w związku z objęciem stanowiska wiceprzewodniczącego regionu i asesora ds. urbanizacji w Lacjum. Urząd ten sprawował do 2012. W 2014 dołączył do partii Forza Italia. Później związał się z ugrupowaniem Bracia Włosi. W wyniku wyborów w 2022 powrócił w skład Izby Deputowanych.